# Dietlas
Dietlas ist ein Ortsteil der Krayenberggemeinde im Wartburgkreis in Thüringen.

## Lage
Dietlas liegt 12 km östlich der Kreisstadt Bad Salzungen und südlich von Dorndorf am Rand der Thüringer Rhön im Tal der Felda. Ursprünglich am linken Ufer der Felda gelegen, hat sich der Ort im Zuge der Industrialisierung beidseitig der Felda ausgedehnt. Dietlas liegt an der Landesstraße 1022, welche in Dorndorf an die Bundesstraße 62 und Bundesstraße 84 anbindet. Die geographische Höhe des Ortes beträgt 350 m ü. NN.

## Geschichte
Am 10. August 1330 wurde das Dorf erstmals urkundlich erwähnt.  An der Stelle des heutigen Schlosses Feldeck in Dietlas stand am linken Ufer der Felda eine Wasserburg. Sie gehörte den von Frankenstein. 1330 wurde sie zum Lehen den Grafen von Henneberg und wurde später den Ernestinern übergeben. Der Ort gehörte später als Exklave zum Amt Salzungen im Herzogtum Sachsen-Meiningen.
Die Leute der Dörfer der Umgegend waren früher arm. Erst als ab 1898 Kalischächte in der Region angelegt worden sind, wurde die Situation besser. 1905 wurde ein Schacht in Dietlas in Betrieb genommen, der bereits in den 1920er Jahren die Produktion wieder eingestellt hat. Der Ort bewahrte so sein landwirtschaftliches Gepräge, erst in den 1960er Jahren wurden durch Entwicklungsprogramme der DDR-Regierung am Ortsrand Werksneubauten errichtet, der Volkseigene Betrieb Bergwerksmaschinen Dietlas entstand. Hier wurden für den Eigenbedarf der DDR-Kaliindustrie (für das Kombinat Kali) und auch weltweit verkaufte Ausrüstungen und Bergbaumaschinen hergestellt.
Das Werk hatte einen Gleisanschluss an der 1879 eröffneten Feldabahn, diese wurde 2003 stillgelegt.
Über die ersten zehn Jahre nach dem Zweiten Weltkrieg berichtete der damalige Ortsbürgermeister Krug in einem Schulbuch, das im Kreis Bad Salzungen für den Heimatkundeunterricht benutzt wurde: Die Einwohnerzahl hat sich von 500 auf 850 Einwohner erhöht. Im Ort gibt es eine LPG Typ I, die Bodenreform wurde zu Gunsten der landarmen Bauern durchgeführt. Das ehemalige Gut wurde aufgeteilt. Am Ortsrand befindet sich der VEB Bergwerksmaschinenbau Dietlas, daneben entstanden drei Wohnblocks mit zusammen 16 neuen Wohnungen für Bergarbeiter. Im Schloss ist jetzt ein Jugendheim, der Ort hat einen Kindergarten. Die Bürger errichten im Nationalen Aufbauwerk einen Hochbehälter für die Trinkwasserversorgung.
1994 wurde Dietlas mit Dorndorf zur Gemeinde Dorndorf zusammengeschlossen und ist seither ein Ortsteil von Dorndorf. 2013 kam der Ort nach Dorndorfs Fusion mit Merkers-Kieselbach zur Krayenberggemeinde.

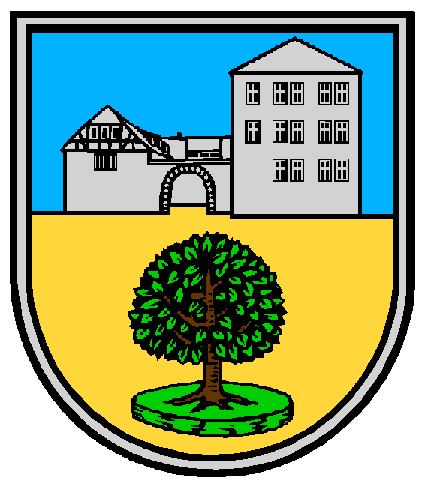
Ortswappen

## Wappen
Von Blau über Gold geteilt; oben zwei silberne Gebäude, die mit einer silbernen Mauer mit Toröffnung verbunden sind, unten ein grün belaubter Baum mit braunem Stamm auf grüner Scheibe.
Das Gebäude symbolisiert Schloss Feldeck. Die waldreiche Umgebung und die Tallage wird durch den Baum dargestellt. Das Wappen wurde 1991 genehmigt.

## Sehenswürdigkeiten
In Dietlas befindet sich das Schloss Feldeck, eine ehemalige Wasserburg. Das Schloss war freier Besitz der Frankensteiner und wurde 1330 an die Grafen von Henneberg-Schleusingen verkauft. Nach einem Umbau Anfang der 1950er Jahre wurden die Wohngebäude vom Schloss als Kinderheim und -sanatorium eingerichtet. Mit der Wende wurde der Kurbetrieb in Dietlas eingestellt; das Schloss ist wieder in Privatbesitz und wurde von den Nachfahren der Alteigentümer erworben.

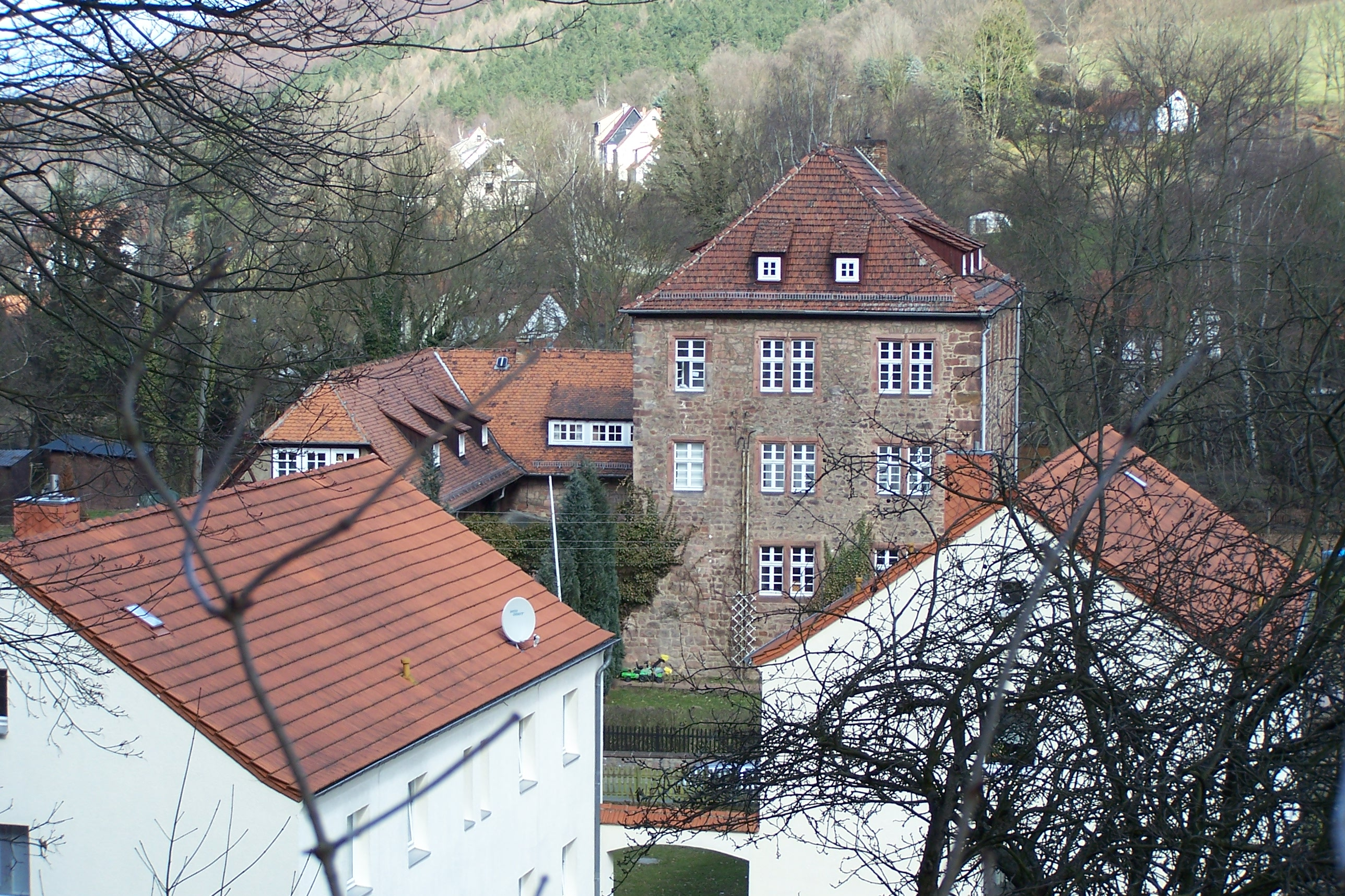
Blick zum Schloss
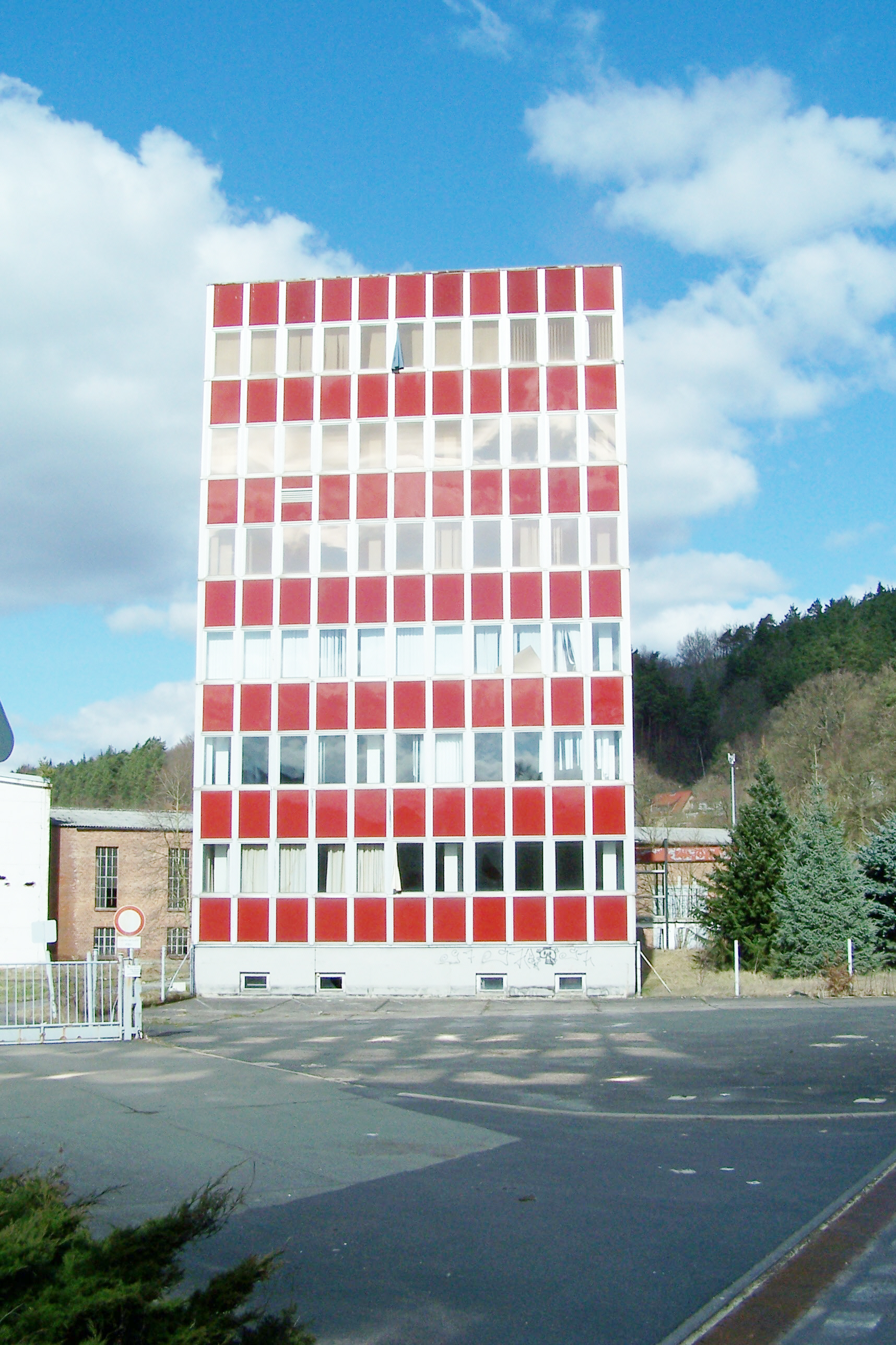
Das ehemalige Verwaltungsgebäude wurde 2013 abgebrochen.
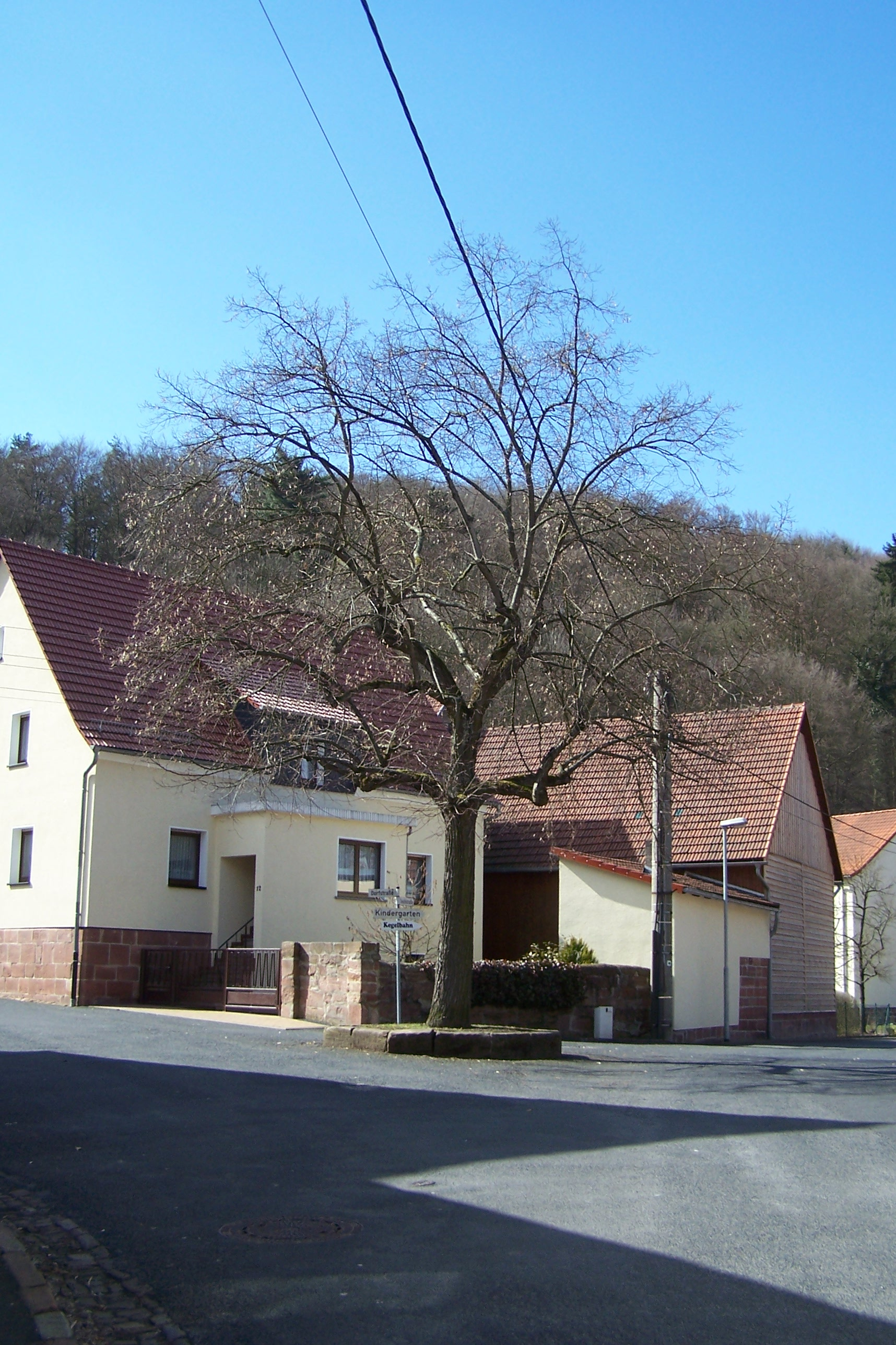
Am Dorfanger

## Persönlichkeiten
- Adam Wolfram (1902–1998), Politiker, wurde in Dietlas geboren
- Hans Meyer (* 1942), Fußballspieler und -trainer, begann in Dietlas Fußball zu spielen